# ¿Qué ha hecho el gobierno a nuestro dinero?
¿Qué ha hecho el gobierno a nuestro dinero? es un libro de 1963 de Murray N. Rothbard que detalla la historia del dinero, desde los primeros sistemas de trueque hasta el patrón oro y los sistemas actuales de papel moneda.

## Temas

### Cómo se desarrolló el dinero
Rothbard explica cómo se desarrolló originalmente el dinero y por qué se eligió el oro como el producto preferido para usar como dinero.

### El patrón oro
El ensayo "¿Qué ha hecho el gobierno a nuestro dinero?" fue escrito por Rothbard como un relato histórico objetivo con un título provocativo. En contraste, "El caso de un dólar de oro al 100 por ciento" fue un ensayo con una agenda ética. Ambos ensayos se encuentran normalmente juntos en una sola encuadernación.
En "El caso de un dólar de oro al 100 por ciento", Rothbard explica cómo tener una moneda fijada permanentemente por ley en un cierto peso en oro, y siempre canjeable en oro, incentiva enormemente a los gobiernos y bancos a ser mucho más éticos, civiles y honestos en sus métodos de préstamo, métodos contables y en sus honorables búsquedas de otros beneficios relacionados con la administración y el suministro de dinero a la sociedad.
Muestra cómo cualquier dinero, respaldado por oro o no, es una mercancía. Argumenta que cualquier mercancía podría convertirse en dinero y que cada papel moneda que existe hoy comenzó como un recibo de un peso fijo o una porción de alguna mercancía, generalmente un metal precioso. Cuando una mercancía se convierte en dinero, adquiere nuevas propiedades exclusivas de ser dinero. Por ejemplo, a diferencia de cualquier otra mercancía, el dinero se vuelve menos útil durante el tiempo que se expande su oferta, aproximadamente en la medida en que se expande, en igualdad de condiciones. Para ilustrarlo: si el árbol de Monee arrojara cinco nuevos Moneez a la economía mañana, el efecto sería cero. Pero, si el árbol de Monee arrojara mil billones de Moneez a la economía mañana, el efecto sería caótico porque nadie sabría cómo calcular los precios con todos los nuevos Moneez volando en relación con el número de Moneez que circula el día anterior. Un dinero se volvería muy inútil si su tasa de oferta se expandiera hasta tal punto. Pero, una vez que se completa la expansión de la oferta, los precios vuelven a su posición y las cosas se vuelven a calcular con precisión.
Por ejemplo, si aumenta la oferta de peras (un producto básico como el trigo o el maíz), en igualdad de condiciones, esto ayuda a la sociedad al hacer que haya más peras disponibles a un precio más barato. Dado que se necesita menos dinero para obtener la misma cantidad de peras, las personas disfrutan de más peras, comen la misma cantidad de peras pero también compran otras cosas que no podrían haber comprado anteriormente, comen la misma cantidad de peras y luego ahorran el dinero no gastado para consumir algo más en el futuro, siguen sin comer peras pero disfrutan de un mayor ingreso debido a una disminución en la cantidad de dinero previamente reservada para el consumo de peras en el resto de la sociedad, o alguna combinación de las cuatro alternativas.
Para continuar en esta ilustración: Ofrecer más dinero no mejora a todas las personas de la misma manera que lo hace el suministro de más peras. Cuando se suministra dinero nuevo, no ingresa a la economía en todos los puntos y en todos los lugares a la vez. A menudo se orienta hacia mercados específicos, a veces incentivado de manera no intencional o intencional por la legislación gubernamental. A veces, los bancos pueden comercializar intencionalmente dinero nuevo del gobierno en áreas económicas específicas. A veces, el gobierno intenta orientar el dinero nuevo hacia la dispersión más general posible. Pero siempre entra dinero nuevo en áreas específicas, y esto hace que los precios en esas áreas de la economía aumenten más rápido que otros precios de otras cosas en la economía. Si entrara en todas las áreas de la economía a la vez, entonces una parte proporcional de él siempre aparecería debajo de tu almohada cada vez que se creara, y claramente, si todos tuvieran el doble de dinero que el día anterior, los precios también serían simplemente duplicados y el dinero extra no tendría ninguna consecuencia real.
Entonces, si bien el dinero es una mercancía cuyo precio se ve afectado por la oferta y la demanda, no resulta más beneficioso para la sociedad si aumenta su oferta. Aumentar la oferta de dinero solo confunde la capacidad de la sociedad para calcular los costos relativos durante el tiempo de expansión monetaria precisamente porque no se inyecta en todas las áreas de la economía a la vez.
Una vez hecho esto, Rothbard puede mostrar cómo el suministro de más dinero simplemente obliga al mercado a revaluar los bienes y servicios en los puntos específicos donde se gasta el dinero. Mientras esos precios se ajustan, esos precios suben y suben más rápidamente en relación con todos los demás precios de la economía que no suben. Esta situación (en la que los precios suben más rápido en relación con todas las demás áreas de una economía) es un indicativo engañoso para los inversores como oportunidades normales y saludables para la inversión. Esto puede hacer que las inversiones de dinero dejen otras áreas de la economía en las que alguna vez se dedicó quizás con más precisión y entren ahora en el mercado aparentemente más rentable y aparentemente en más expansión.
Una vez que esta actividad alcanza algún punto o tasa de crecimiento particular desconocida, la actividad se denomina auge. Los auges crean un desperdicio indebido. Normalmente, las economías son muy conservadoras y prudentes en el uso de los recursos, pero "inyectarles" dinero, siempre en puntos específicos previstos o no deseados, las trastorna y provoca un derroche indebido y períodos posteriores de reajuste llamados recesiones.

### Dejando el patrón oro
Rothbard afirma que muchos gobiernos europeos quebraron debido a la Primera Guerra Mundial y cómo abandonaron el patrón oro para tratar de resolver sus problemas financieros. También sostiene que esta estrategia fue parcialmente responsable de la Segunda Guerra Mundial y provocó problemas económicos en todo el mundo.